# Londres Machado
Londres Machado (Rio Brilhante, 3 de fevereiro de 1942), político sul-mato-grossense, é deputado estadual, foi por duas vezes governador interino de Mato Grosso do Sul. É o atual recordista brasileiro de legislaturas consecutivas, com mandatos sucessivos iniciados em 1971.

## Carreira política
Seus primeiros mandatos como deputado estadual foram conquistados nas eleições de 1970 e 1974 ainda pelo antigo estado de Mato Grosso. No seu segundo mandato, ocupou a primeira secretaria da Mesa Diretora da Assembleia.
Com a criação do estado de Mato Grosso do Sul, é eleito deputado estadual para o quadriênio 1979/1983 e assume a presidência da Assembleia Estadual Constituinte, de onde se afasta por duas vezes: em 13 de junho de 1979 e em 28 de outubro de 1980, para ser o governador interino de Mato Grosso do Sul.
No mandato posterior (1983/1987), o deputado ocupa a segunda secretaria da Mesa Diretora da Assembléia Legislativa de Mato Grosso do Sul e, no biênio 1985/1986, assume a primeira secretaria da Assembléia.
Reeleito mais uma vez (1987/1991), Londres Machado ocupa inicialmente, no período de 1987/1988, a chefia da Casa Civil do governador Marcelo Miranda Soares. E, no biênio 1989/1990, volta para a Assembleia como presidente da Mesa Diretora, acumulando o cargo de presidente da Assembleia Constituinte.
Reeleito ainda para as legislaturas de 1991/1995, 1995/1999, 1999/2003, 2003/2007, 2007/2011 e 2011/2015, é hoje o deputado estadual brasileiro a mais tempo no cargo, sucessivamente. Foi presidente da Assembleia estadual, ainda, em 1991/1992, 1996/1998, 1998/2000 e 2004/2006.
Em 2014, candidatou-se a vice-governador na chapa do senador Delcídio do Amaral (PT), não se elegendo. Retornou à Assembleia Legislativa em 2018, pelo PSD, se reelegendo em 2022, já filiado ao PP.